# Anthrenocerus stigmacrophilus
Anthrenocerus stigmacrophilus là một loài bọ cánh cứng trong họ Dermestidae. Loài này được Armstrong miêu tả khoa học năm 1949.